# زاگوژانه (صربستان)
زاگوژانه (به صربی: Zagužane) یک منطقهٔ مسکونی در صربستان است که در لسکواس واقع شده‌است. زاگوژانه ۳۳۹ نفر جمعیت دارد و ۳۲۹ متر بالاتر از سطح دریا واقع شده‌است.